# P. Szentmártoni Kálmán
P. Szentmártoni Kálmán, Pozsonyi (Nyárádszentmárton, 1879. február 8. – Kolozsvár, 1968. június 11.) erdélyi magyar népmesegyűjtő, történész és tanár.

## Életútja
Lelkészi családban született, szülőfalujában kezdte iskoláit, majd a torockói particulába került (1886). 1891-től a kolozsvári Unitárius Főgimnáziumban tanult, ahol 1899-ben érettségizett. Ez évben beiratkozott az I. Ferenc József Tudományegyetem földrajz–történelem szakára és anyagi segítség reményében a teológiára is. Nem akart azonban lelkész lenni, ezért a Papnevelő Intézet vezetősége nem járult hozzá teológiai tanulmányai folytatásához.
Kilátástalan anyagi helyzete kényszerítette, hogy a kolozsvári számvevőszéken számfejtői állást vállaljon, ezért az egyetemi előadásokat alig-alig látogatta. 1900–1904 között az Egyetemi Könyvtárban dolgozott napidíjasként, utána a kolozsvári Unitárius Főgimnázium alkalmazta óraadói minőségben. 1907-ben megszerezte a tanári oklevelet, történelem–földrajz szakos tanárként a székelykeresztúri Unitárius Kollégiumban tanított, amelynek két évig igazgatója is volt (1934–35). 1935-ben a kolozsvári főgimnáziumba hívták tanárnak. 1938-tól a Keresztény Magvető felelős szerkesztője. 1939-ben nyugdíjazták, de a bécsi döntés után újból tanított 1943-ig.

## Munkássága
Gazdag irodalmi és közéleti tevékenységet fejtett ki. Gyűjtött és kiadott népmeséket; lejegyezte és kiadta anyósa, Kiss Néria, Kiss Mihály árkonyi unitárius esperes, Kriza János népköltészeti gyűjtőtársa leányának népmeséit, amelyek még Kriza híres mesemondóitól származtak. Helytörténeti és pedagógiai cikkeket írt. Számos írása jelent meg Orbán Balázs emlékének ébrentartására. Mint közéleti ember előadásokat tartott az Unitárius Népfőiskolán, a budapesti és a kolozsvári Dávid Ferenc Egyletben. Részt vett a Magyar Kulturális Egyesületek Országos Szövetsége  és az Erdélyi Párt munkájában.
Társadalmi-közéleti munkássága főképpen Székelykeresztúrhoz kapcsolódott. 1920-tól az Unitárius Irodalmi Társaság választmányi tagja, 1936-tól főtitkára. Több mint száz tanulmányát és cikkét a Keresztény Magvető, Unitárius Egyház, Unitárius Közlöny, Kolozsvári Egyetemi Évkönyv, Genealógiai Füzetek, Ellenzék, Székely Közélet, Erdélyi Magyar Naptár, Erdélyi Szemle, Pásztortűz közölte.

## Fontosabb publikációi
- Herakleides Basiliskos Jakab (Despot Vodă) moldvai fejedelem és a magyarok (Székelyudvarhely, 1930)
- Nagy nyomorúságok a napóleoni háborúk után; Globus Ny., Odorheiu-Székelyudvarhely, 1931
- A Székelykeresztúri Jótékony Nőegyesület ötven éve (1882–1932) (Székelyudvarhely, 1932)
- János Zsigmond erdélyi fejedelem élet- és jellemrajza (Székelyudvarhely, 1934)
- Gromo, János Zsigmond testőrkapitánya új megvilágításban; Pallas Ny., Cluj-Kolozsvár, 1937 (A "Keresztény Magvető" füzetei)
- János Zsigmond az unitárius fejedelem; Unitárius Sajtó- és Iratterjesztő Bizottság, Kolozsvár, 1940 (Unitárius történelem)
- Berde Mózsa. Történelmi arckép (Kolozsvár, 1944)
- Székely népmesék (Kolozsvár, 1944)
- Adatok a torockói iskola történetéhez (in: Emlékkönyv Kelemen Lajos születésének nyolcvanadik évfordulójára. Bukarest, 1957)